# Ordre du Mérite militaire José María Córdova
L'Ordre du Mérite militaire José María Córdova (en espagnol : Orden del Mérito Militar « José María Córdova ») est un ordre honorifique décerné par la Colombie. Créé par le décret n°3950 du 28 décembre 1950, l’ordre est décerné aux membres de l’armée colombienne qui se sont distingués dans la discipline et la vertu militaire, qui ont rendu des services éminents et fraternels, ou qui ont accompli des actes de courage.

## Grades
L’Ordre du Mérite militaire José María Córdova est décerné dans les grades suivants :
- Grand-croix (Gran Cruz)
- Grand officier (Gran Oficial)
- Commandeur (Comendador)
- Officier (Oficial)
- Chevalier (Caballero)
- Compagnon (Compañero)

| Grand croix | Grand officier | Commandeur |
| Officier    | Chevalier      | Compagnon  |

## Insignes
Le ruban est rouge avec des bords jaunes portant d’étroites rayures rouges et bleues pour tous les grades, à l’exception du grade de compagnon, dont le ruban est entièrement rouge.
Dans l’ordre protocolaire des décorations militaires colombiennes, l’Ordre du Mérite militaire José María Córdova est classé après l’Ordre du Mérite militaire Antonio Nariño mais avant l’Ordre du Mérite naval Almirante Padilla.